# Кірхгайм (Тюрингія)
Кірхгайм (нім. Kirchheim) — громада в Німеччині, розташована в землі Тюрингія. Входить до складу району Ільм. Складова частина об'єднання громад Ріхгаймер-Берг.
Площа — 21,22 км2. Населення становить Невірний параметр metadata 16 070 031 ос. (станом на 31 грудня 2021).

## Галерея

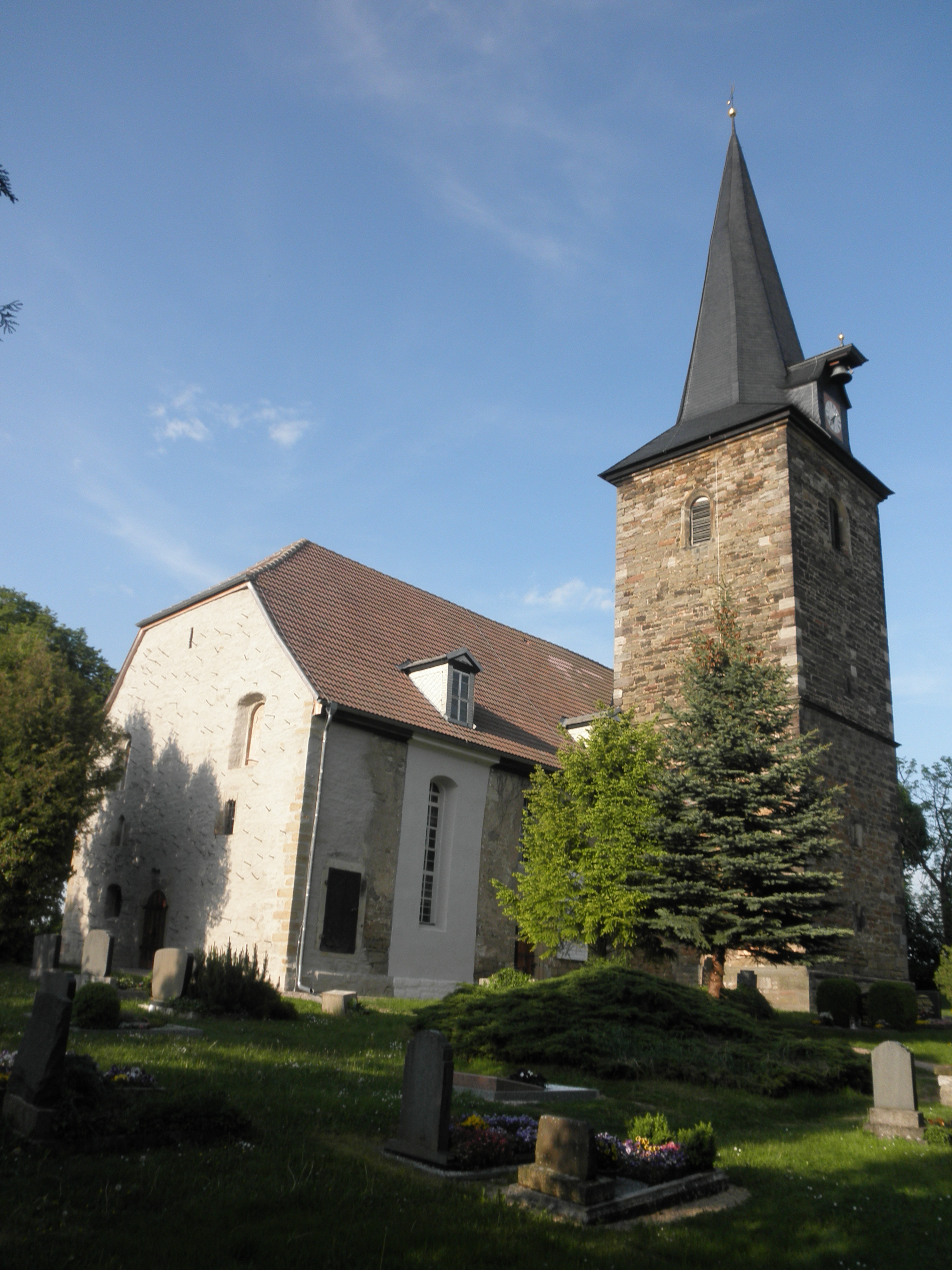
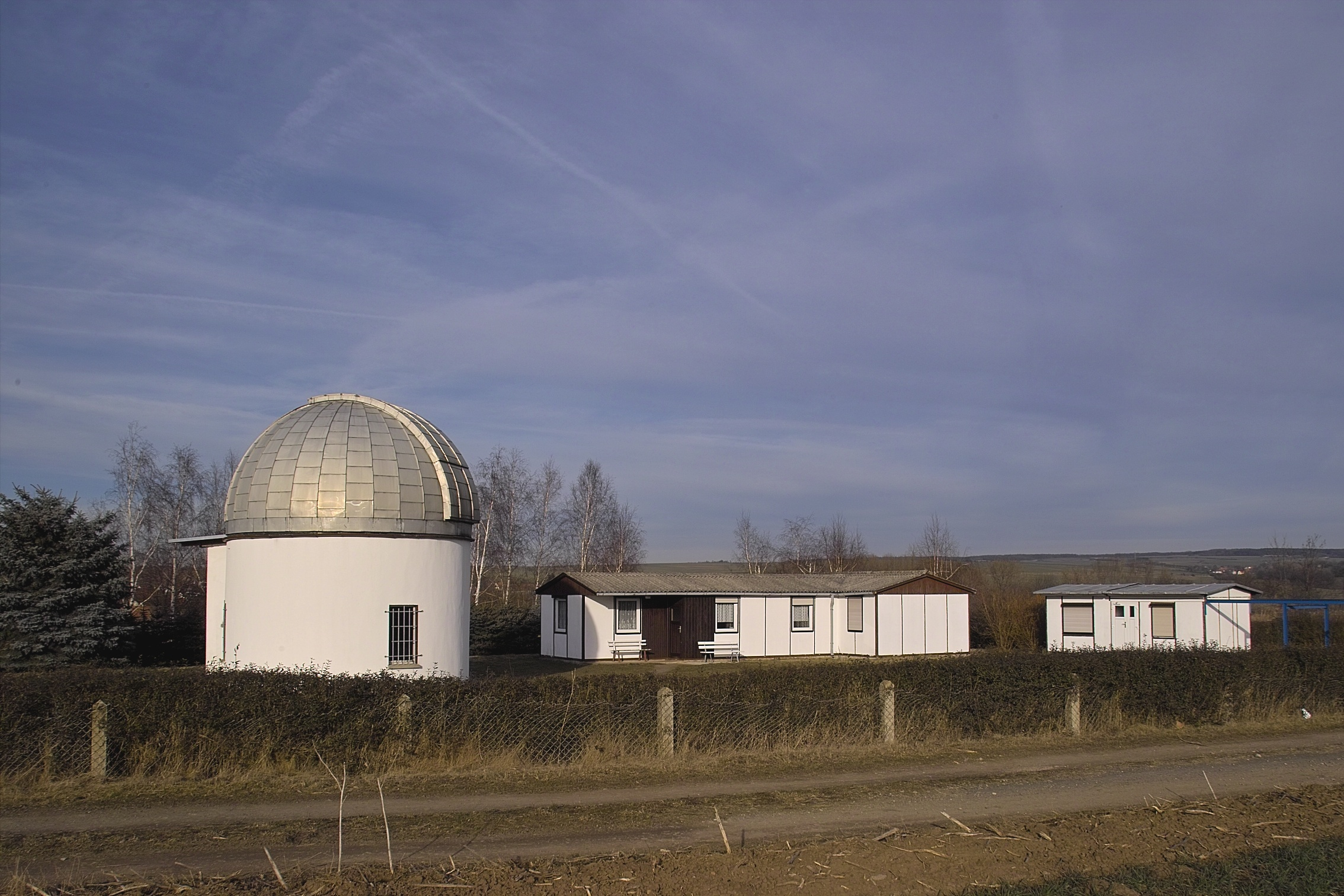